# Saint-Maurice-sur-Vingeanne
Saint-Maurice-sur-Vingeanne ist eine französische Gemeinde mit 198 Einwohnern (Stand: 1. Januar 2022) im Département Côte-d’Or in der Region Bourgogne-Franche-Comté (vor 2016 Bourgogne). Sie gehört zum Arrondissement Dijon und zum Kanton Saint-Apollinaire.

## Geographie
Saint-Maurice-sur-Vingeanne liegt etwa 30 Kilometer nordöstlich von Dijon an der Vingeanne. 
Nachbargemeinden von Saint-Maurice-sur-Vingeanne sind Percey-le-Grand im Norden, Orain im Norden und Nordosten, Montigny-Mornay-Villeneuve-sur-Vingeanne im Osten und Süden, Fontaine-Française im Süden und Südwesten sowie Chaume-et-Courchamp im Westen und Nordwesten.

## Bevölkerungsentwicklung
| Jahr                       | 1962 | 1968 | 1975 | 1982 | 1990 | 1999 | 2006 | 2013 | 2019 |
| Einwohner                  | 242  | 214  | 184  | 175  | 139  | 162  | 185  | 217  | 198  |
| Quellen: Cassini und INSEE |      |      |      |      |      |      |      |      |      |

## Sehenswürdigkeiten
- Kirche Saint-Maurice aus dem 13. Jahrhundert, Monument historique
- Kommende La Romagne des Tempelritterordens, später vom Johanniterorden übernommen, seit 1962 Monument historique

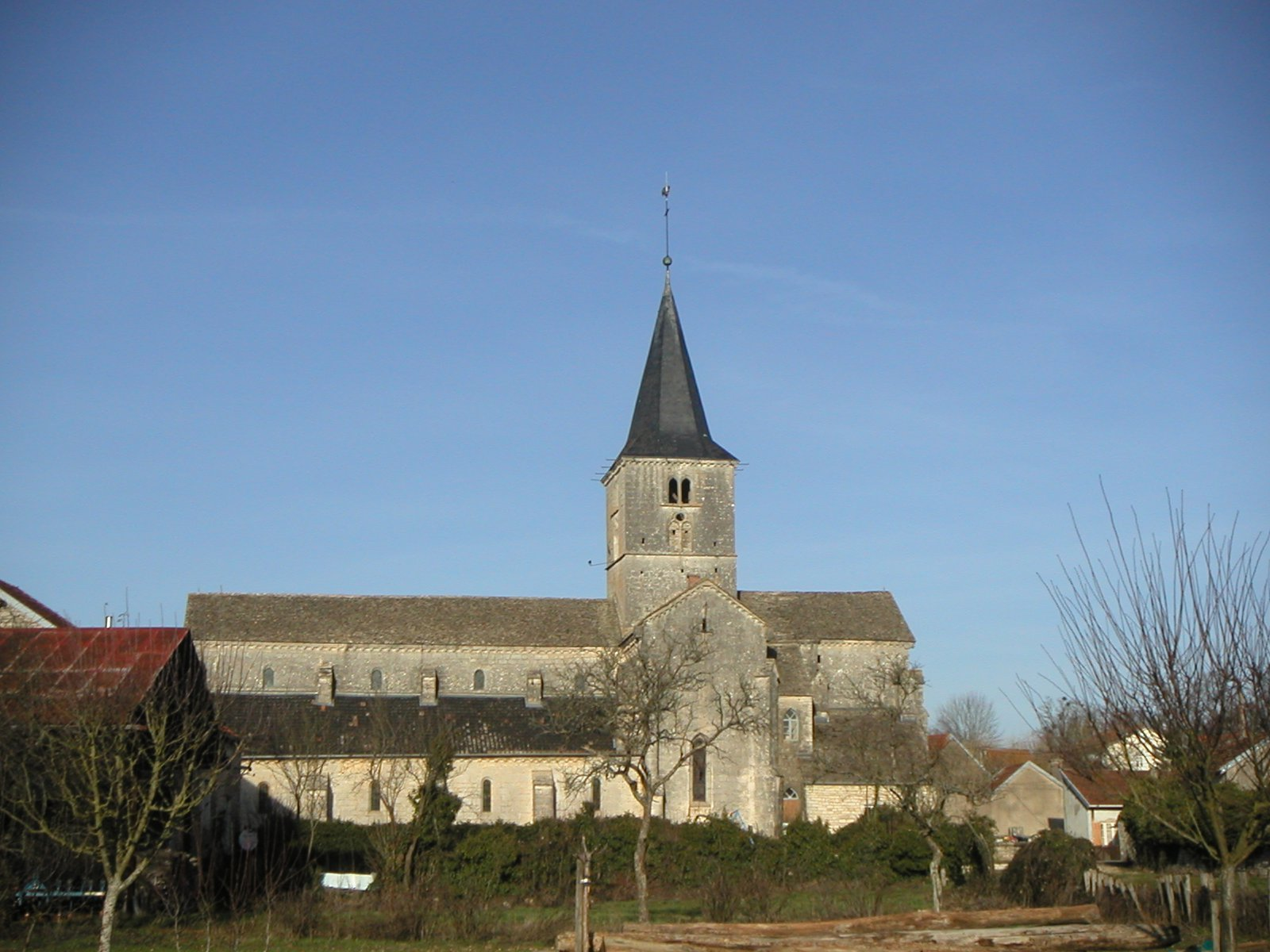
Kirche Saint-Maurice
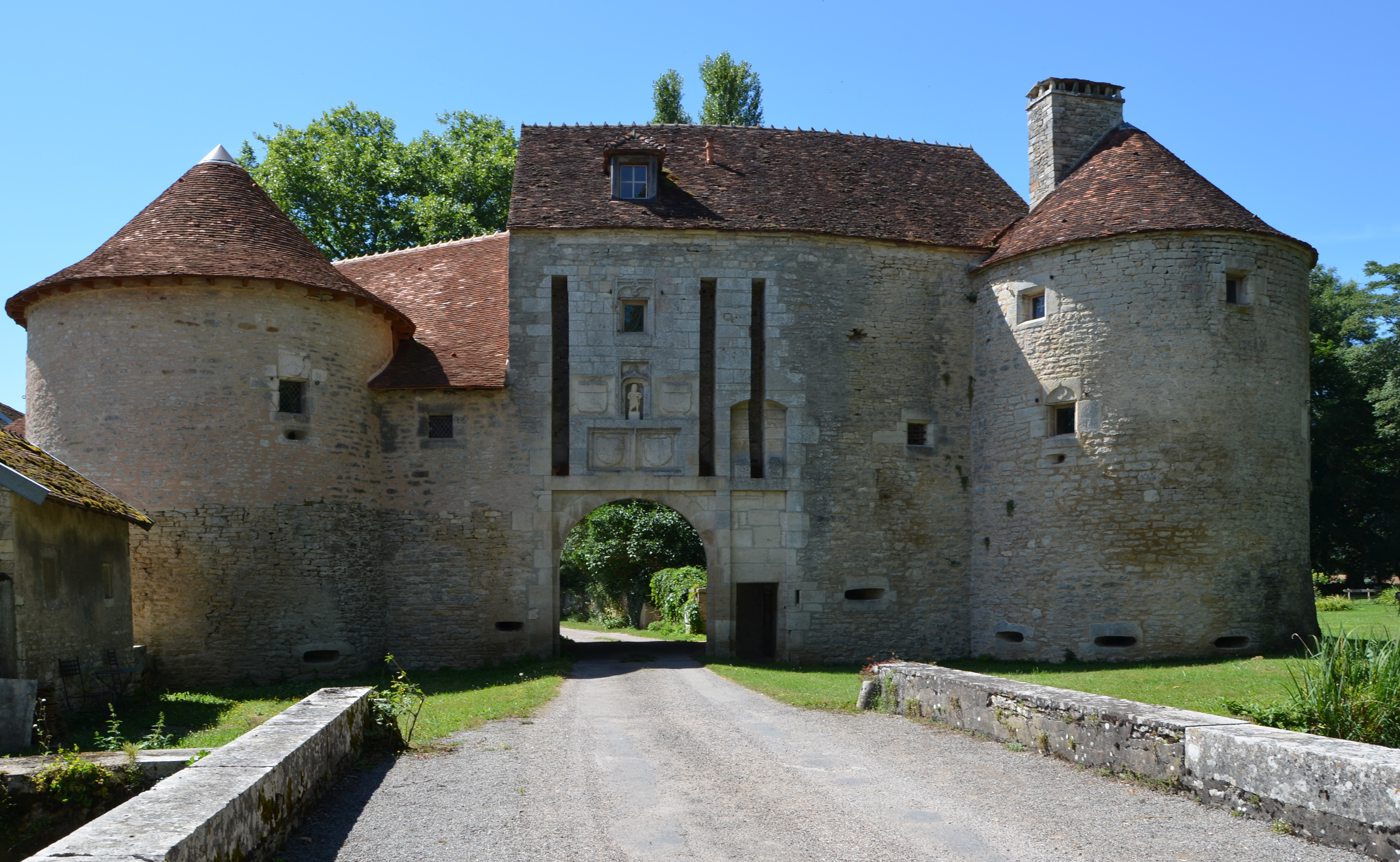
Komturei von La Romagne
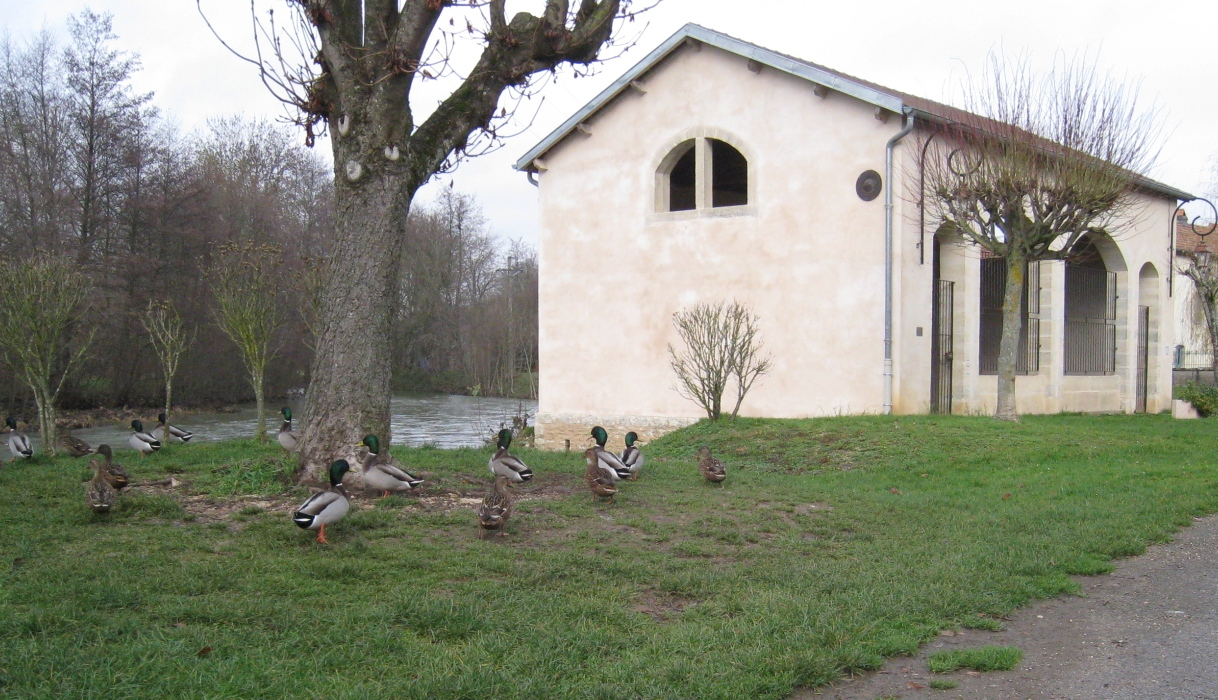
Ehemaliges Waschhaus